# Valdeir Vieira
 (novembre 2020).
Valdeir Vieira est un footballeur et entraîneur brésilien de football né le 11 juillet 1944 à Marília.

## Biographie
Il entraîne une multitude de clubs, notamment au Venezuela, au Brésil, au Costa Rica, au Salvador et au Japon.
Il officie comme sélectionneur de l'équipe du Costa Rica, puis de l'équipe d'Iran, et enfin de l'équipe d'Oman.

## Palmarès
- Vainqueur de la Coupe du Venezuela en 1987 avec le Caracas FC
- Champion du Costa Rica en 1996 et 1997 avec Alajuelense
- Vainqueur de la Copa Interclubes UNCAF en 1996 avec Alajuelense
- Champion du Koweït en 2002 avec Al Arabi
- Vainqueur de la Coupe du Golfe des clubs champions en 2003 avec Al Arabi